# 巴鲁伊胡达
巴鲁伊胡达（Baruihuda），是印度西孟加拉邦Nadia县的一个城镇。总人口9575（2001年）。

## 人口
该地2001年总人口9575人，其中男性4869人，女性4706人；0—6岁人口1336人，其中男707人，女629人；识字率58.09%，其中男性为65.70%，女性为50.21%。